# Bryconamericus bayano
Bryconamericus bayano är en fiskart som först beskrevs av Fink, 1976.  Bryconamericus bayano ingår i släktet Bryconamericus och familjen Characidae. Inga underarter finns listade.